# Староирюкское сельское поселение
Староирюкское се́льское поселе́ние — муниципальное образование в Малмыжском районе Кировской области Российской Федерации.
Административный центр — село Старый Ирюк.

## История
Статус и границы сельского поселения установлены Законом Кировской области от 7 декабря 2004 года № 284-ЗО.

## Население
| 2010 | 2012 | 2013 | 2014 | 2015 | 2016 | 2017 |
| ---- | ---- | ---- | ---- | ---- | ---- | ---- |
| 751  | ↘735 | ↘732 | ↘716 | ↘715 | ↗716 | ↗726 |
| 2018 | 2019 | 2020 | 2021 |      |      |      |
| ↘723 | ↘710 | ↘706 | ↘672 |      |      |      |

## Состав сельского поселения
| № | Населённый пункт | Тип населённого пункта       | Население |
| - | ---------------- | ---------------------------- | --------- |
| 1 | Старый Ирюк      | село, административный центр | ↘672      |